# Недер-Бетюве
Недер-Бетюве (нід. Neder-Betuwe, pronounced: [ˌneːdər ˈbeːtyʋə] ( прослухати)) — муніципалітет у Нідерландах, у провінції Гелдерланд. 
Утворився 2002 року шляхом об'єднання колишніх муніципалітетів Додевард, Ехтелд і Кестерен, отримавши назву останнього. За рік, у квітні 2003 року, був перейменований у Недер-Бетюве.

## Населені пункти муніципалітету
Села
- Додевард
- Ейзендорн
- Ехтелд
- Кестерен
- Офесден
- Охтен

Селища
- Велі
- Гін
- Леде-ен-Аудевард

## Топографія
Нідерландська топографічна карта муніципалітету Недер-Бетюве, червень 2015 року

## Галерея

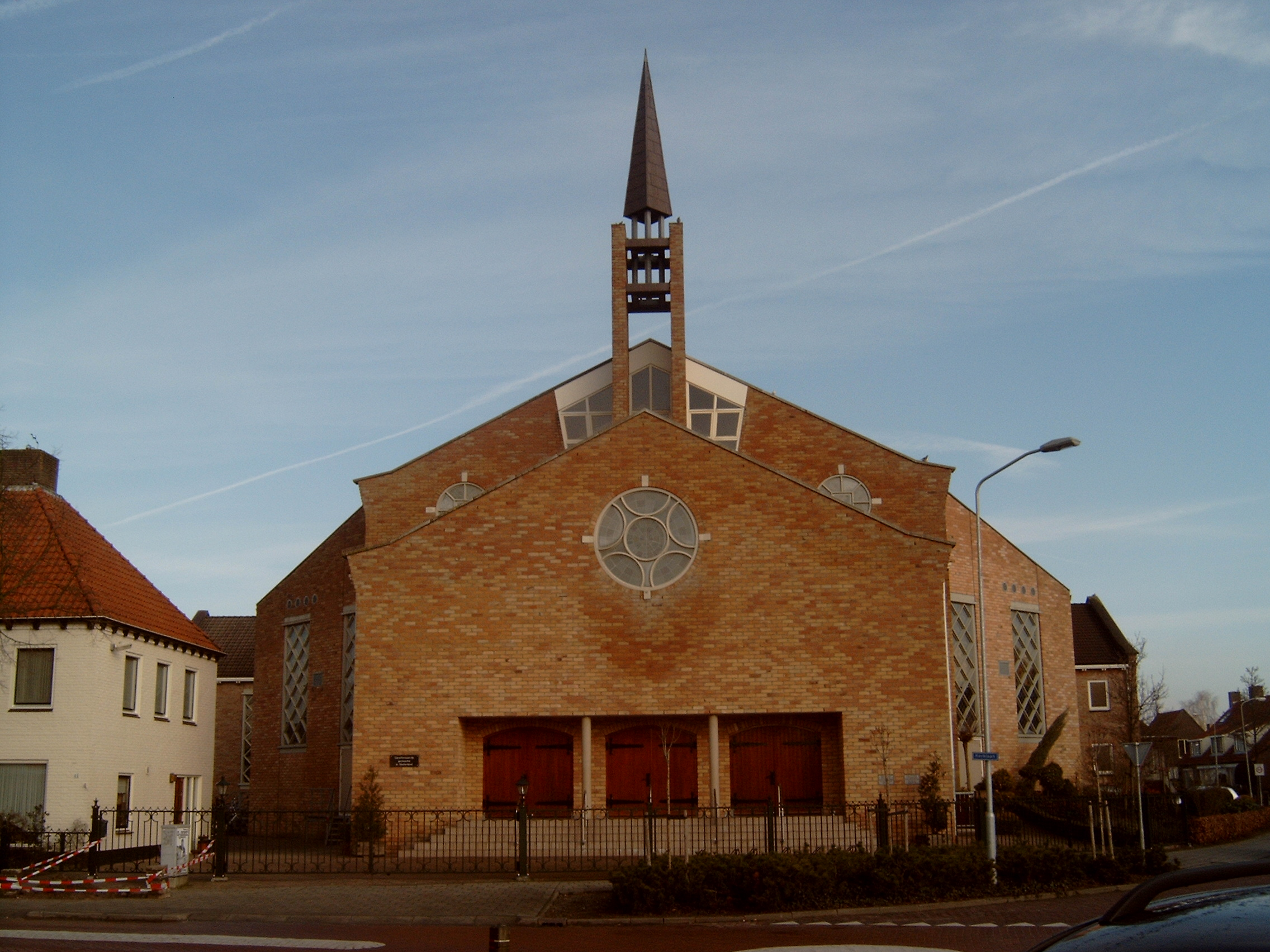
Церква в Офесдені
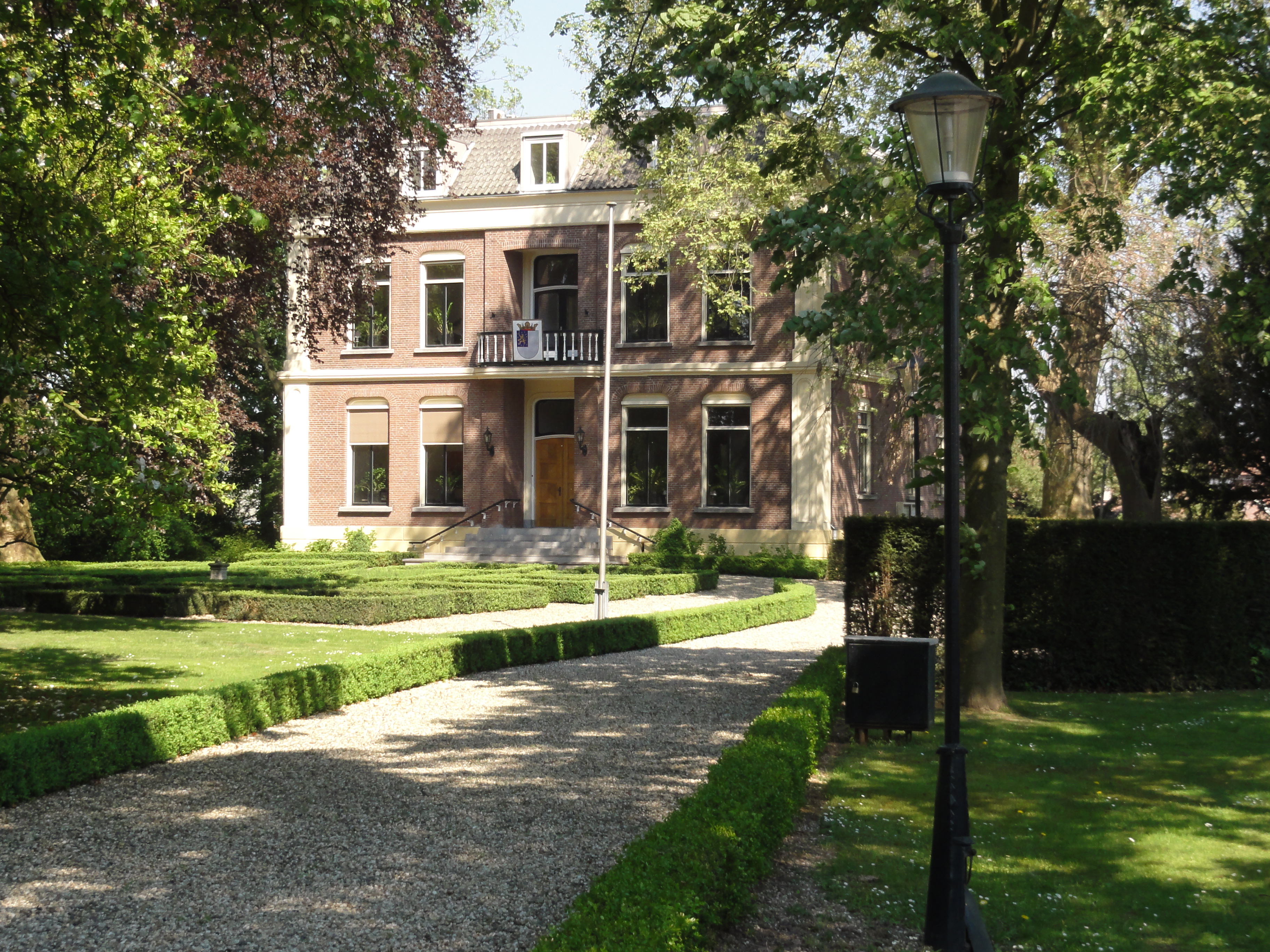
Додевард
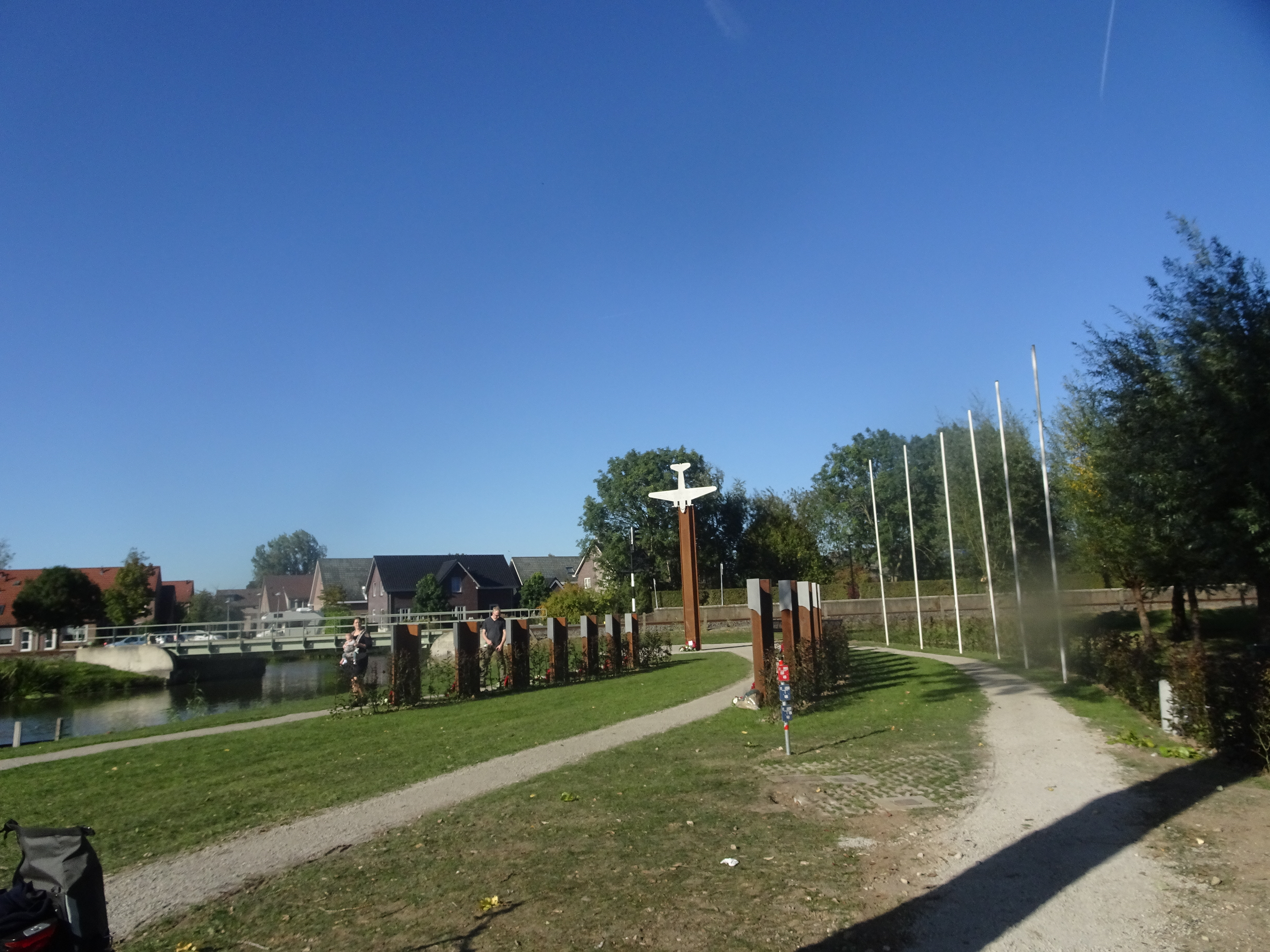
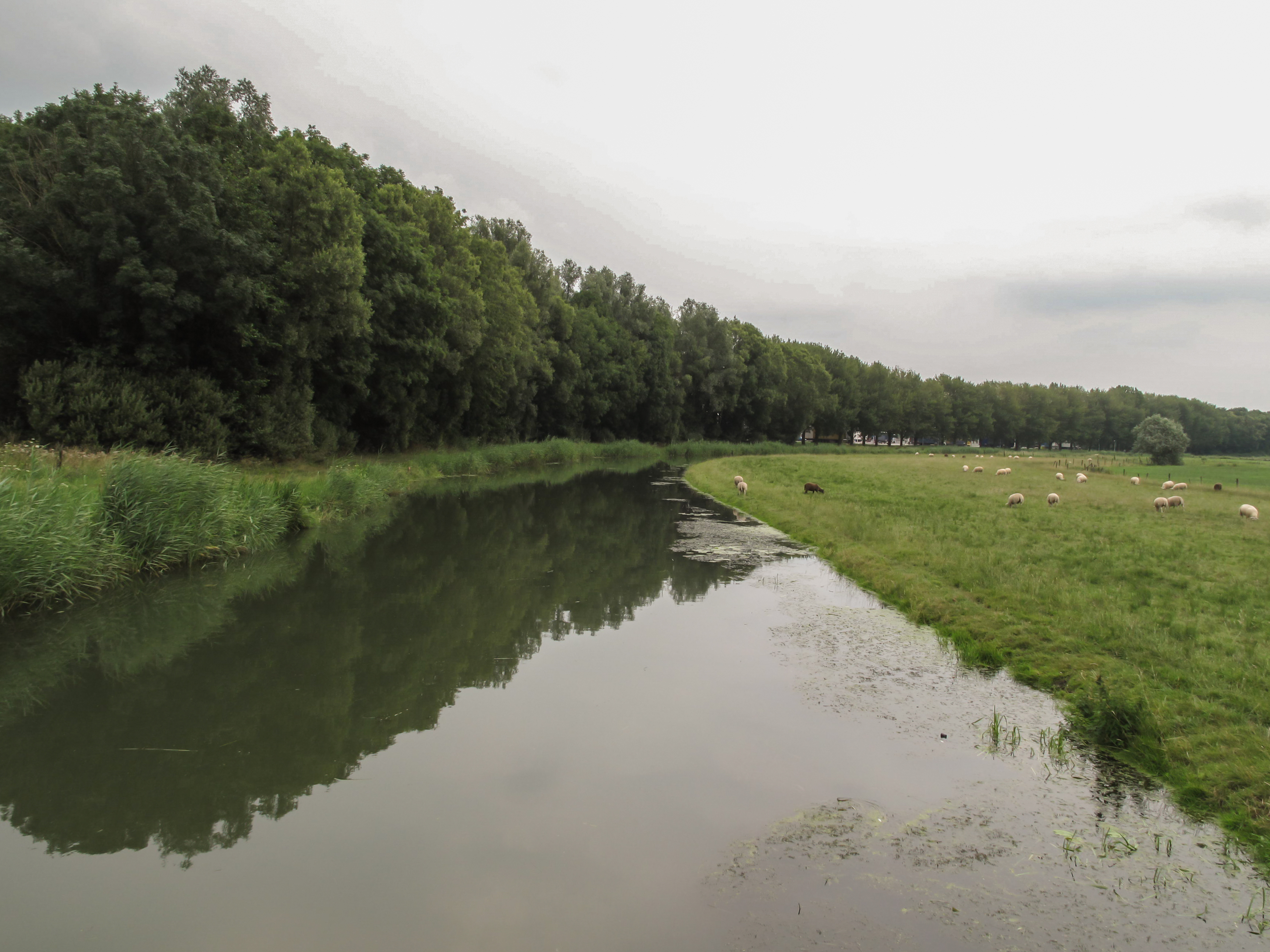